# Comté de Lake (Floride)
Pour les articles homonymes, voir Comté de Lake.
Le comté de Lake (en anglais : Lake County) est un comté situé dans l'État de Floride, aux États-Unis. Au recensement de 2020, sa population était de 383 956 habitants. Son chef-lieu est Tavares.
Le comté est inclus dans le Greater Orlando.

## Comtés adjacents
- Comté de Volusia (nord-est)
- Comté d'Orange (est)
- Comté de Seminole (est)
- Comté d'Osceola (sud-est)
- Comté de Polk (sud)
- Comté de Sumter (ouest)
- Comté de Marion (nord-ouest)

## Principales villes
- Astatula
- Clermont
- Eustis
- Fruitland Park
- Groveland
- Howey-in-the-Hills
- Lady Lake
- Leesburg
- Mascotte
- Minneola
- Montverde
- Mount Dora
- Tavares
- Umatilla

## Démographie
| Groupe                           | Comté de Lake | Floride | États-Unis |
| -------------------------------- | ------------- | ------- | ---------- |
| Blancs                           | 82,0          | 75,0    | 72,4       |
| Afro-Américains                  | 9,8           | 16,0    | 12,6       |
| Autres                           | 3,7           | 3,7     | 6,4        |
| Métis                            | 2,3           | 2,5     | 2,9        |
| Asiatiques                       | 1,7           | 2,4     | 4,8        |
| Amérindiens                      | 0,5           | 0,4     | 0,9        |
| Total                            | 100           | 100     | 100        |
|                                  |               |         |            |
| Hispaniques et Latino-Américains | 12,1          | 22,5    | 16,7       |

| 1890  | 1900  | 1910  | 1920   | 1930   | 1940   |
| ----- | ----- | ----- | ------ | ------ | ------ |
| 8 034 | 7 467 | 9 509 | 12 744 | 23 161 | 27 255 |

| 1950   | 1960   | 1970   | 1980    | 1990    | 2000    |
| ------ | ------ | ------ | ------- | ------- | ------- |
| 36 340 | 57 383 | 69 305 | 104 870 | 152 104 | 210 528 |

| 2010    | 2020    | - | - | - | - |
| ------- | ------- | - | - | - | - |
| 297 052 | 383 956 | - | - | - | - |